# Bernd Brückler
Bernd Brückler (Graz, 26 agosto 1981) è un hockeista su ghiaccio austriaco.